# جاي ألكسندر
جاي ألكسندر (بالإنجليزية: J. Alexander)‏ هو مدرب رياضي وعارض أمريكي، ولد في 12 أبريل 1958 في ذا برونكس في الولايات المتحدة.

## وصلات خارجية
- الموقع الرسمي
- جاي ألكسندر على موقع IMDb (الإنجليزية)
- جاي ألكسندر على موقع إن إن دي بي (الإنجليزية)
- جاي ألكسندر على موقع قاعدة بيانات الفيلم (الإنجليزية)